# Salvador Rodríguez (Leichtathlet)
Salvador Rodríguez (* 13. November 1980 in Madrid) ist ein ehemaliger spanischer Leichtathlet, der sich auf den Sprint spezialisiert hat.

## Sportliche Laufbahn
Erste internationale Erfahrungen sammelte Salvador Rodríguez im Jahr 1999, als er bei den Junioreneuropameisterschaften in Riga mit 48,09 s in der ersten Runde im 400-Meter-Lauf ausschied und mit der spanischen 4-mal-400-Meter-Staffel in 3:10,78 min den siebten Platz belegte. 2001 schied er bei den U23-Europameisterschaften in Amsterdam mit 47,24 s im Vorlauf über 400 Meter aus und belegte mit der 4-mal-400-Meter-Staffel in 3:06,96 min den vierten Platz und wurde auch mit der 4-mal-100-Meter-Staffel in 40,22 s Vierter. Anschließend belegte er bei den Mittelmeerspielen in Tunis in 47,39 s den fünften Platz über 400 Meter und gelangte mit der 4-mal-400-Meter-Staffel mit 3:08,24 min ebenfalls auf Rang fünf. Im Jahr darauf schied er bei den Halleneuropameisterschaften in Wien mit 47,01 s im Halbfinale über 400 Meter aus und gewann mit der Staffel in 3:06,60 min gemeinsam mit Carlos Meléndez, David Canal und Alberto Martínez die Bronzemedaille hinter den Teams aus Polen und Frankreich. Im Sommer verpasste er mit der Staffel bei den Freiluft-Europameisterschaften in München mit 3:05,28 min den Finaleinzug und wurde anschließend beim IAAF World Cup in Madrid mit der europäischen Auswahlstaffel disqualifiziert. 2003 wurde er mit der Staffel bei den Hallenweltmeisterschaften in Birmingham in der Vorrunde disqualifiziert und im August gelangte er bei den Weltmeisterschaften nahe Paris mit 3:02,50 min im Finale auf Rang fünf. Im Jahr darauf schied er bei den Hallenweltmeisterschaften in Budapest mit 47,53 s in der ersten Runde über 400 Meter aus und verpasste mit der Staffel mit 3:10,95 min den Finaleinzug. Im August belegte er dann bei den Ibero-Amerikanischen Meisterschaften in Huelva in 47,29 s den achten Platz über 400 Meter. 2006 schied er mit der Staffel bei den Hallenweltmeisterschaften in Moskau mit 3:08,07 min in der Vorrunde aus und im Sommer gelangte er bei den Europameisterschaften in Göteborg mit 3:04,98 min auf den achten Platz im Staffelbewerb. Im Jahr darauf beendete er dann seine aktive sportliche Karriere im Alter von 27 Jahren.

## Persönliche Bestleistungen
- 200 Meter: 20,93 s (+1,0 m/s), 26. Juli 2003 in Ávila
- 400 Meter: 45,95 s, 19. Juli 2003 in Madrid
  - 400 Meter (Halle): 46,78 s, 17. Februar 2002 in Sevilla